# Útoky v Kodani 2015
Útoky v Kodani 2015 se odehrály 14. a 15. února 2015 na různých místech dánské metropole Kodaň. Dva lidé a pachatel při nich byli zabiti a pět policistů bylo zraněno.
První střelba se odehrála odpoledně 14. února na události nazvané „Umění, rouhání a svoboda projevu“ v kulturním centru Krudttønden, kde útočník zabil jednoho civilistu a zranil tři policisty. Švédský karikaturista Lars Vilks, autor psí karikatury proroka Mohameda, byl mezi návštěvníky události a je považován za hlavní cíl útoku. Samotný Vilks vyvázl bez zranění. Pachatel útoku z místa uprchl a po půlnoci zahájil další útok před kodaňskou Velkou synagogou, kde zabil příslušníka židovské ochranky dohlížejícího na bezpečnost účastníků obřadu bar micva a zranil dva další policisty. O čtyři hodiny později byl útočník nalezen a zlikvidován dánskou policií poté, co zahájil střelbu na policejní hlídku poblíž vlakové stanice Nørrebro. Útočník byl identifikován jako Omar El-Hussein.
K útoku byla použita útočná puška Colt Canada C7 používaná dánskou armádou s označením M/95, která byla ukradena při domovní loupeži členu dánské domobrany.